# Port lotniczy Madryt-Cuatro Vientos
Port lotniczy Madryt-Cuatro Vientos – najważniejsze obok portu lotniczego Barajas lotnisko w Madrycie. Położone jest 8 km od centrum miasta. Założone zostało w 1911 r. i jest jednocześnie najstarszym lotniskiem w Hiszpanii. Począwszy od 1970 r. świadczy usługi cywilno-wojskowe a także służy jako lądowisko dla helikopterów medycznych i policyjnych oraz na potrzeby Hiszpańskich Sił Powietrznych.
20 oraz 21 sierpnia 2011 roku na terenie lotniska odbyły się czuwanie oraz msza z papieżem Benedyktem XVI w ramach Światowych Dni Młodzieży 2011. Na terenie lotniska zgromadziły się około 2 miliony osób.